# Peranaster
Peranaster is een geslacht van zeesterren uit de familie Pedicellasteridae.

## Soort
- Peranaster chirophorus (Fisher, 1917)